# Massacro alla Marjory Stoneman Douglas High School
Il massacro alla Marjory Stoneman Douglas High School fu una strage in ambito scolastico avvenuta il 14 febbraio 2018 alla Marjory Stoneman Douglas High School di Parkland, Florida negli Stati Uniti.
Nikolas Cruz è la persona identificata come l'autore della strage, durante la quale diciassette persone furono uccise e molte altre furono ferite e necessitarono di essere ospedalizzate, fu arrestato alle 15:41, poco dopo e portato nell'ufficio dello sceriffo, dove confessò il crimine. Si è trattato di uno dei casi con più vittime di sparatoria scolastica nella storia degli Stati Uniti, superando per numero di vittime anche il massacro della Columbine High School.

## Avvenimenti
Alle 14:19 ET del 14 febbraio 2018, Nikolas Cruz arrivò a scuola dopo essere stato accompagnato da un autista Uber. Alle 14:21 gli studenti e gli insegnanti sentirono colpi di arma da fuoco, ma nessuno attivò il "codice rosso". Cruz indossava un cappellino da baseball, era armato con un fucile semiautomatico Smith & Wesson M&P15 calibro .223 e trasportava diversi caricatori all'interno di uno zaino e di un gilet da Paintball; iniziò a sparare indiscriminatamente verso studenti e personale scolastico. Contrariamente a quanto inizialmente affermato, l'assassino non azionò l'allarme antincendio: furono infatti le polveri e i detriti prodotti dai proiettili, che colpirono il soffitto nel corridoio del primo piano, che ne causarono l'attivazione. Molte delle vittime erano studenti del primo anno e quindi persone sconosciute al killer. Dopo la strage, Cruz scappò dalla scena del crimine mescolandosi tra la folla in fuga. Si recò presso un Walmart vicino, dove comprò una bibita da Subway. Poi andò da McDonald's. Fu arrestato alle 15:40 a Coral Springs, dopo essere stato identificato dalle telecamere di sicurezza della scuola. Il 2 novembre 2022 è stato ufficialmente condannato all'ergastolo senza condizionale con verdetto unanime dalla giuria del tribunale di Fort Lauderdale, dove era stato processato.

## Nikolas Cruz
Autore della strage fu Nikolas Jacob Cruz, un diciannovenne ex-studente della stessa scuola. Cruz, nato il 24 settembre 1998, a Margate, Florida, era stato dato in adozione dalla madre biologica. Non si è mai saputo chi fosse il padre biologico. Il padre adottivo è morto quando Cruz era un bambino, mentre la madre adottiva è scomparsa all'età di 68 anni nel novembre 2017: in seguito Cruz ha vissuto a casa di parenti e amici, insieme a un bimbo afroamericano, anch'egli adottato dalla coppia. Cruz era un membro dei Junior Reserve Officers' Training Corps (JROTC) e della squadra di tiro a segno con fucili ad aria compressa della scuola. A causa del suo comportamento, era stato espulso dalla scuola: nei tre anni successivi frequentò sei diversi istituti privati, venendo ogni volta cacciato.
Nel 2014 Cruz era stato inserito in una scuola per ragazzi con difficoltà emotive e di apprendimento: ritornò alla Stoneman Douglas High School due anni dopo, per poi essere nuovamente espulso. Il Florida Department of Children and Families iniziò a investigare su di lui nel settembre 2016, in seguito ad alcuni post su Snapchat in cui Cruz si faceva tagli su entrambe le braccia esprimendo l'intenzione di voler comprare un'arma. Gli investigatori riportarono che Cruz soffriva di depressione, autismo e disturbo da deficit di attenzione e iperattività. Nella loro valutazione, tuttavia, conclusero dicendo che "era a basso rischio di fare del male a se stesso o agli altri". Cruz aveva ricevuto in precedenza alcuni trattamenti di salute mentale, ma non durante l'anno in cui egli commise il massacro. Un'email dell'amministrazione scolastica era circolata tra gli insegnanti, avvertendoli del fatto che Cruz aveva rivolto minacce agli altri studenti. Questo portò la scuola a proibire a Cruz di indossare uno zaino all'interno del campus.
Lo sceriffo della contea di Broward, Scott Israel, descrisse i profili online di Cruz come "molto, molto disturbanti". Contenevano foto e post di lui con una varietà di armi differenti, inclusi lunghi coltelli, un fucile a canna liscia, una pistola e una pistola ad aria compressa. La polizia disse che Cruz condivideva posizioni "estremiste" e che i profili social che si ritiene appartenessero a lui contenevano ingiurie razziste e islamofobe. I video pubblicati da Cruz su YouTube includevano commenti come "Voglio morire combattendo e uccidendo un casino di persone", minacce contro gli agenti di polizia e l'Antifa, e l'intenzione di voler imitare il massacro della torre dell'Università del Texas di Charles Whitman.
Cruz lasciò un commento sotto al video di un altro utente il 24 settembre 2017, dicendo "Sarò uno school shooter professionista", cosa che spinse l'utente a segnalare Cruz all'FBI. In base a quanto detto dall'agente Robert Lasky, l'FBI non è stato in grado di individuare chi avesse scritto il commento, anche dopo i vari controlli effettuati sul database. Secondo quanto riportato dalla CNN, Cruz pianificava di uccidere messicani, persone gay e neri. Questi ultimi erano da lui odiati "semplicemente perché erano neri"; inoltre egli dichiarava di non sopportare le donne bianche aventi relazioni interrazziali ("traditrici"). Cruz aveva anche espresso idee anti-immigrazione e antisemite.
Un ex-compagno di classe di Cruz ha riferito che quest'ultimo non riusciva a controllare la propria rabbia e che spesso faceva battute sulle armi e sulla loro violenza. Il fratello di un ex-studente lo ha descritto dicendo che era "super stressato tutto il tempo e parlava spesso di armi e cercava di nascondere la faccia". Un altro studente ha riferito: "Penso che tutti stessero pensando che, se qualcuno l'avesse fatto, sarebbe stato lui". Un compagno di classe che aveva dovuto lavorare con lui al secondo anno ha raccontato: "Mi ha detto che era stato espulso da due scuole private. Era stato bocciato due volte. Aveva aspirazioni di entrare nell'esercito. Amava cacciare". Cruz si vantava anche di aver ucciso animali dopo averli seviziati. Un vicino di casa ha riferito che la madre adottiva di Cruz una volta chiamò la polizia a casa loro "per farlo ragionare".

## Vittime
| Nome             | Età |
| ---------------- | --- |
| Alyssa Alhadeff  | 14  |
| Scott Beigel     | 35  |
| Martin Duque     | 14  |
| Nicholas Dworet  | 17  |
| Cara Loughran    | 17  |
| Aaron Feis       | 37  |
| Jaime Guttenberg | 14  |
| Chris Hixon      | 49  |
| Luke Hoyer       | 15  |
| Gina Montalto    | 14  |
| Joaquin Oliver   | 17  |
| Alaina Petty     | 14  |
| Meadow Pollack   | 18  |
| Helena Ramsay    | 17  |
| Alex Schachter   | 14  |
| Carmen Schentrup | 16  |
| Peter Wang       | 15  |

Furono uccise in tutto diciassette persone. Molte altre vennero ferite, tra cui almeno quattordici, poi trasportate negli ospedali vicini: tre rimasero in condizioni critiche fino al 15 febbraio, e un'altra fino al giorno dopo. Delle diciassette vittime, dodici morirono dentro la scuola, due all'esterno dell'edificio, una sull'ambulanza e altre due all'arrivo in ospedale.
Gli adulti assassinati da Cruz furono tre. Scott Beigel, un insegnante di geografia, venne ucciso dopo che aveva aperto un'aula chiusa a chiave per permettere ad alcuni studenti di nascondersi all'interno; questi riuscirono a sopravvivere perché l'omicida non entrò nell'aula. Aaron Feis, un vice allenatore della squadra di football e addetto alla sicurezza, rimase ucciso mentre faceva da scudo a due studenti. La terza vittima adulta fu Chris Hixon, il direttore atletico della scuola.
Il quindicenne sino-americano Peter Wang venne visto vivo per l'ultima volta mentre teneva aperta una porta per far sì che i suoi amici uscissero più velocemente: indossava la sua uniforme dei Junior Reserve Officers' Training Corps (JROTC). Considerato per questo gesto un eroe già subito dopo la morte, fu sepolto con la sua giubba blu dei JROTC addosso, ricevendo gli onori militari. Anche altre due giovani vittime, Alaina Petty e Martin Duque, che avevano tenuto un atteggiamento simile, vennero onorate, ai loro funerali, con la ROTC Medal for Heroism da parte dello U.S. Army. A Wang venne poi conferita in via eccezionale l'ammissione postuma alla United States Military Academy. Nella strage venne ucciso inoltre il giovane Nicholas Dworet, cugino del rapper Hi-Rez e talentuoso nuotatore con grandi ambizioni.

## Reazioni
La strage riaccese il dibattito all'interno degli Stati Uniti sul possesso delle armi da fuoco. Proprio per promuovere un maggior controllo in materia, gli studenti della scuola organizzarono a Washington la March for Our Lives, una manifestazione che vide partecipare circa 500.000 persone.
Andrew Pollack, padre di Meadow, una delle studentesse uccise, dopo il massacro fondò l'organizzazione no-profit Americans for Children's Lives and School Safety, che si batte per il divieto delle armi da fuoco negli istituti scolastici .
A seguito del suo arresto, l'avvocato di Nikolas Cruz ricevette lettere d'amore e di sostegno per il suo assistito, a cui vennero altresì inviate foto spedite da ragazze in bikini, nude, dal contenuto sessualmente esplicito e giustificazionista, nonché donazioni economiche per la sua battaglia legale.
Il rapper XXXTentacion dedicò la canzone Hope alle persone morte nel massacro.